# 5-氯-α-甲基色胺
5-氯-α-甲基色胺（5-氯-αMT，PAL-542）是一种与α-甲基色胺（αMT）相关的色胺衍生物，也是少数已知的特定血清素-多巴胺释放剂（SDRA） 之一。在动物研究中，它被发现可用于治疗可卡因依赖。它可以5-氯吲哚-3-甲醛为原料制得。它在新加坡非法。